# トミスラフ・ドゥイモヴィッチ
トミスラフ・ドゥイモヴィッチ（Tomislav Dujmović, 1981年2月26日- ）は、クロアチア・ザグレブ出身の元サッカー選手。現役時代のポジションは守備的MF。

## 来歴

### クラブ
1981年にクロアチアのザグレブで生まれた。ユース時代は強豪のNKディナモ・ザグレブに所属していた。クロアチアのリーグ、プルヴァHNLで4つのクラブを転々とした、後の2006年ロシア・プレミアリーグに所属するFCアムカル・ペルミに移籍をした。移籍後すぐにチームに馴染み、同じ守備的MFのニコラ・ドリンチッチと共に頑丈な守備を形成し、アムカル4位という成績を残した。2008年のシーズン終了後、アムカルとは契約更新をせず、ロコモティフ・モスクワへ移籍をした。2010年8月16日、同じモスクワを本拠地とする、ライバルクラブのディナモ・モスクワへ3年契約で移籍をした。
2012年1月13日、プリメーラ・ディビシオン所属のレアル・サラゴサにレンタル移籍をした。
2012年7月9日、ロシア・プレミアへ昇格したFCモルドヴィア・サランスクへ2013年5月までのレンタル移籍をした。

### 代表
2009年11月14日、リヒテンシュタイン代表との親善試合で代表デビュー。UEFA EURO 2012ではクロアチア代表に選出された。EUROではアイルランド戦のアディショナルタイムでの出場に留まった。

## 所属クラブ
- NKディナモ・ザグレブ 1999-2000
- NKフルヴァツキ・ドラゴヴォリャツ 2000-2003
- NKインテル・ザプレシッチ 2003-2005
- NKメジムリェ 2005-2006
- FCアムカル・ペルミ 2006-2008
- FCロコモティフ・モスクワ 2009-2010
- FCディナモ・モスクワ 2010-2013

→ レアル・サラゴサ 2012 (loan)
→ FCモルドヴィア・サランスク 2012-2013 (loan)
- RNKスプリト 2013-2014